# Pavučinec fialový
Pavučinec fialový (Cortinarius violaceus (L.) Fr.) je vzácná houba z rodu pavučinec.

## Popis
Klobouk má velikost 5–15 cm, na povrchu matný, jemně šupinkatý, s podvinutým okrajem.
Třeň je 8–15 cm vysoký, kyjovitý. Dužnina je fialová až živě fialová, světlejší v dolní části třeně.
Velikost výtrusů je 11–16 × 7–8,5 µm.
Velmi podobný je pavučinec hercynský, lišící se pouze drobnějšími plodnicemi, menšími výtrusy a rostoucí pod jehličnany. Často je považován za varietu pavučince fialového.

## Výskyt
Roste vzácně od srpna do října v listnatých nebo smíšených lesích.

## Použití
Uvádí se buď jako jedlý, avšak pro vzácnost hodný k ochraně a ne k jídlu, nebo jako nejedlý.